# Dialetti italiani centromeridionali
I dialetti italiani centro-meridionali sono uno dei due rami principali dei dialetti italo-romanzi secondo la classificazione tradizionale dovuta a Giovan Battista Pellegrini.
Sono generalmente distinti dai dialetti italiani settentrionali o "sistema cisalpino" e da quelli toscani, da cui si è evoluta la lingua italiana.

## Caratteristiche principali dei dialetti italiani centro-meridionali
Nella classificazione tradizionale, non esistono tratti linguistici che distinguono chiaramente l'insieme dei dialetti centro-meridionali da quelli settentrionali e toscani. Spesso, la letteratura fa riferimento alla linea Roma-Ancona come fascio di isoglosse separatore e definitorio, ma in realtà nessuno dei tratti citati è peculiare ed esclusivo di tutti i dialetti centro-meridionali. 
Nella carta di Pellegrini il confine con i dialetti toscani corre parzialmente sull'isoglossa che marca il passaggio di -RJ- a J (toscana) o -R- (centro-sud), anche se il tratto toscano si ritrova anche nell'Umbria "centro-meridionale". Il confine con il sistema settentrionale è invece di tipo geografico (il confine tra Romagna e Umbria e il fiume Esino), quantunque le isoglosse relative alla la sonorizzazione delle occlusive intervocaliche possa essere considerata un tratto settentrionale distintivo assente dall'intero Centro-Sud (tranne che nelle isole linguistiche di origine settentrionale).

## Classificazione interna
Secondo Pellegrini, i dialetti italiani centro-meridionali sono suddivisi a loro volta in tre aree o sistemi dialettali:
- dialetti italiani mediani,
- dialetti italiani meridionali o meridionali intermedi,
- dialetti italiani meridionali estremi

divisi tra loro dalle isoglosse relative al solo vocalismo atono. Il gruppo alto-meridionale è definito come quell'insieme di dialetti che conguagliano le atone finali (tranne eventualmente la /-a/) alla vocale centrale media [ə]. A nord e a sud dei meridionali intermedi, i mediani conservano tutte e cinque le vocali finali latine, mentre i meridionali estremi ne conservano generalmente tre.
Questa classificazione è stata sostanzialmente ripresa dal SIL International's Ethnologue database, sul quale a sua volta si basa la norma ISO 639-3. Il codice Italian (ita) ricalca i gruppi Toscano e Mediano di Pellegrini, Napoletano-Calabrese (nap) è il Meridionale intermedio di Pellegrini, Sicilian (scn) è il Meridionale estremo. Da queste definizioni discende l'uso odierno di Lingua napoletana e Lingua siciliana come sinonimi di dialetti meridionali intermedi e estremi, rispettivamente. L'atlante delle lingue del mondo in pericolo dell'UNESCO e la base Glottolog adottano lo stesso tipo di classificazione, attribuendo inoltre le tre aree al sottogruppo italo dalmato delle lingue romanze occidentali.